# Hans-Joachim Jabs
Hans-Joachim Jabs, nemški častnik, vojaški pilot, letalski as in poslovnež, * 14. november 1917, † 26. oktober 2003.
Med drugo svetovno vojno je postal dnevni in nočni letalski as, saj je dosegel 22 zračnih zmag podnevi in 28 zmag ponoči.
Na pogrebu Helmuta Lenta je bil eden od šestih članov častne straže, ki so jo sestavljali letalski asi in nosilci viteškega križca železnega križca: Oberstleutnant Günther Radusch, Oberstleutnant Hans-Joachim Jabs, Major Rudolf Schoenert, Hauptmann Heinz Strüning, Hauptmann Heinz-Martin Hadeball in Hauptmann Paul Zorner.

## Odlikovanja
- Ehrenpokal der Luftwaffe (23. marec 1943)[3]
- Nemški križec v zlatu (31. avgust 1943)
- Železni križec II. in I. razreda
- Viteški križec železnega križca (1. oktober 1940)[4]
- Viteški križec železnega križca s hrastovimi listi (24. marec 1944)[4]